# 180 (число)
180 (сто восемьдесят) — натуральное число, расположенное между числами 179 и 181. Оно не является простым числом, а относительно последовательности простых чисел расположено также между 179 и 181.
- 180 день в году — 29 июня (в високосный год 28 июня).

## В математике
- Чётное трёхзначное число
- Является избыточным числом
- Является составным числом
- Является злым числом
- 180° — развёрнутый угол
- Сумма углов треугольника по соответствующей теореме.
- 180 является числом Харшад (делится нацело на сумму своих цифр).
- {\displaystyle 180^{3}} является суммой последовательности кубов: {\displaystyle 6^{3}+7^{3}+8^{3}+\ldots +68^{3}+69^{3}}[2].
- Числа 180 ± 1 — простые числа-близнецы. ↓150, ↑192
- 180 — наименьшее число, которое можно представить в виде суммы двух простых чисел 14-ю различными способами, с точностью до порядка слагаемых (7+173, 13+167, 17+163, 23+157, 29+151, 31+149, 41+139, 43+137, 53+127, 67+113, 71+109, 73+107, 79+101, 83+97). ↓168, ↑210

## В других областях
- 180 год; 180 год до н. э.
- NGC 180 — галактика в созвездии Рыбы
- Число 180 — злое число серии фильмов «Пункт назначения»
- Число градусов Фаренгейта между точкой замерзания воды (32) и точкой её кипения (212).

## В спорте
Дартс.
Максимально возможный результат 3 бросков — 180 очков (если игрок попадает всеми тремя дротиками во внутреннее узкое кольцо сектора 20).